# Jacques Mouchotte
Jacques Mouchotte es un rosalista francés, director de investigación del Meilland Group. y uno de los grandes creadores de rosas nuevas del mundo.

## Historia
En 1978, Mouchotte fue promovido al puesto de encargado de los programas de hibridaciones en Meilland de las rosas Híbrido de té, Floribunda y Trepador.«Biografía de Jacques Mouchotte-Jardin de France.» 
Algunos de sus obtentores más reconocidos son 'Bonica 82', 'Début', 'Carefree Wonder' y 'Carefree Delight'. 
Su logro más reciente es la serie de híbridos de rosas fragantes denominados como « "Romantica® Series" » que están cosechando reconocimiento a nivel mundial. Así como la « "Meidiland® Series" »  de rosas cubresuelos resistentes a las enfermedades y la « "Sunblaze® Series"» de rosas Patio de colores brillantes.
El mismo atribuye su éxito en la hibridación de las rosas a su mentor y profesora en este tema, Mme. Marie-Louise Meilland. 
Jacques Mouchotte es el único no miembro de la familia Meilland que está trabajando actualmente en los programas de hibridación de la empresa Meilland.
Hasta 2014 ha recibido por sus creaciones de rosas nuevas los galardones : 2 WFRS Rose Hall of Fame, 11 AARS, 26 ADR y 6 SNHF.

## Galería de imágenes

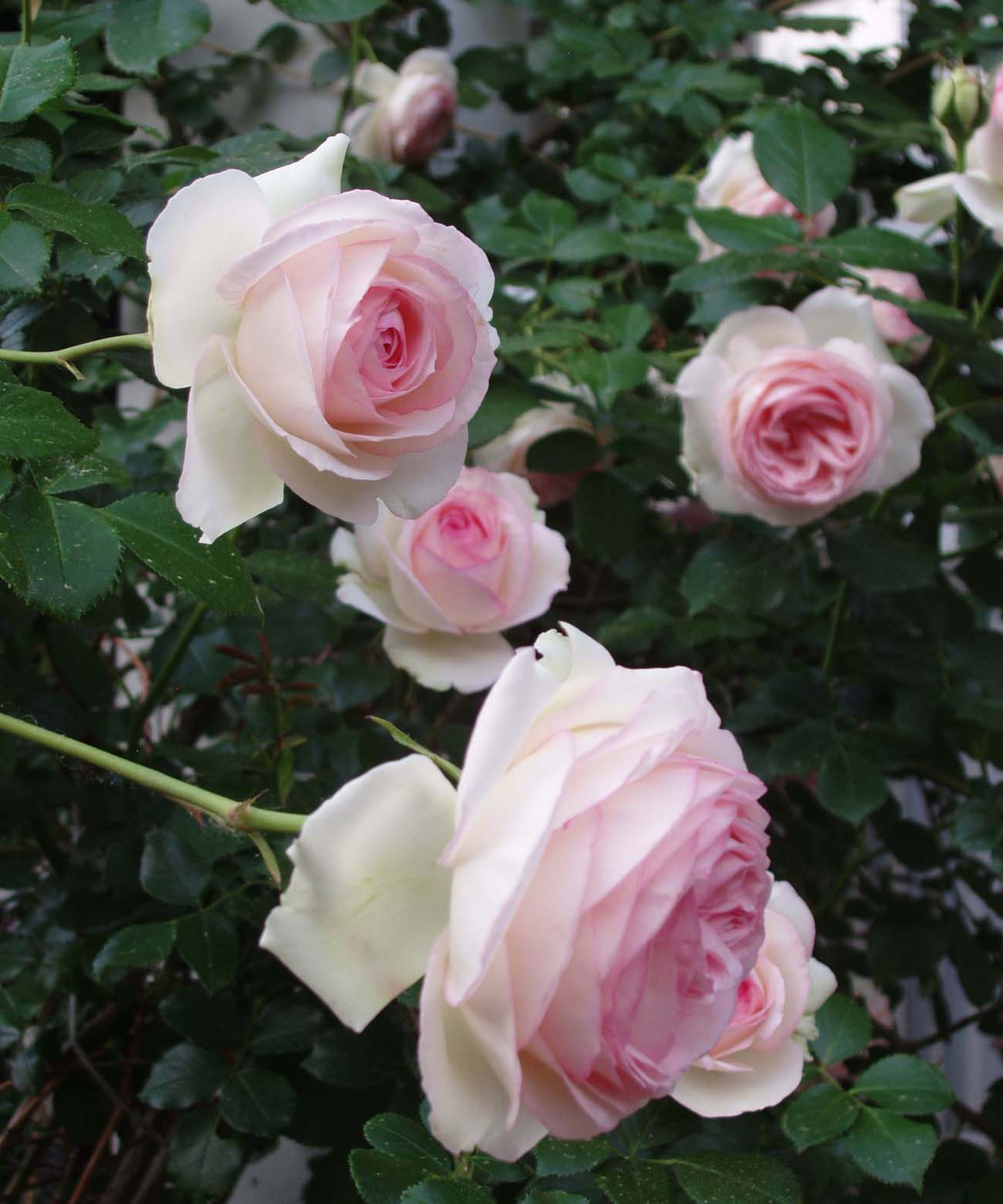
'Pierre de Ronsard' syn. 'Eden Rose 85' (Meilland) 1985. Rosa de la "Romantica Series".
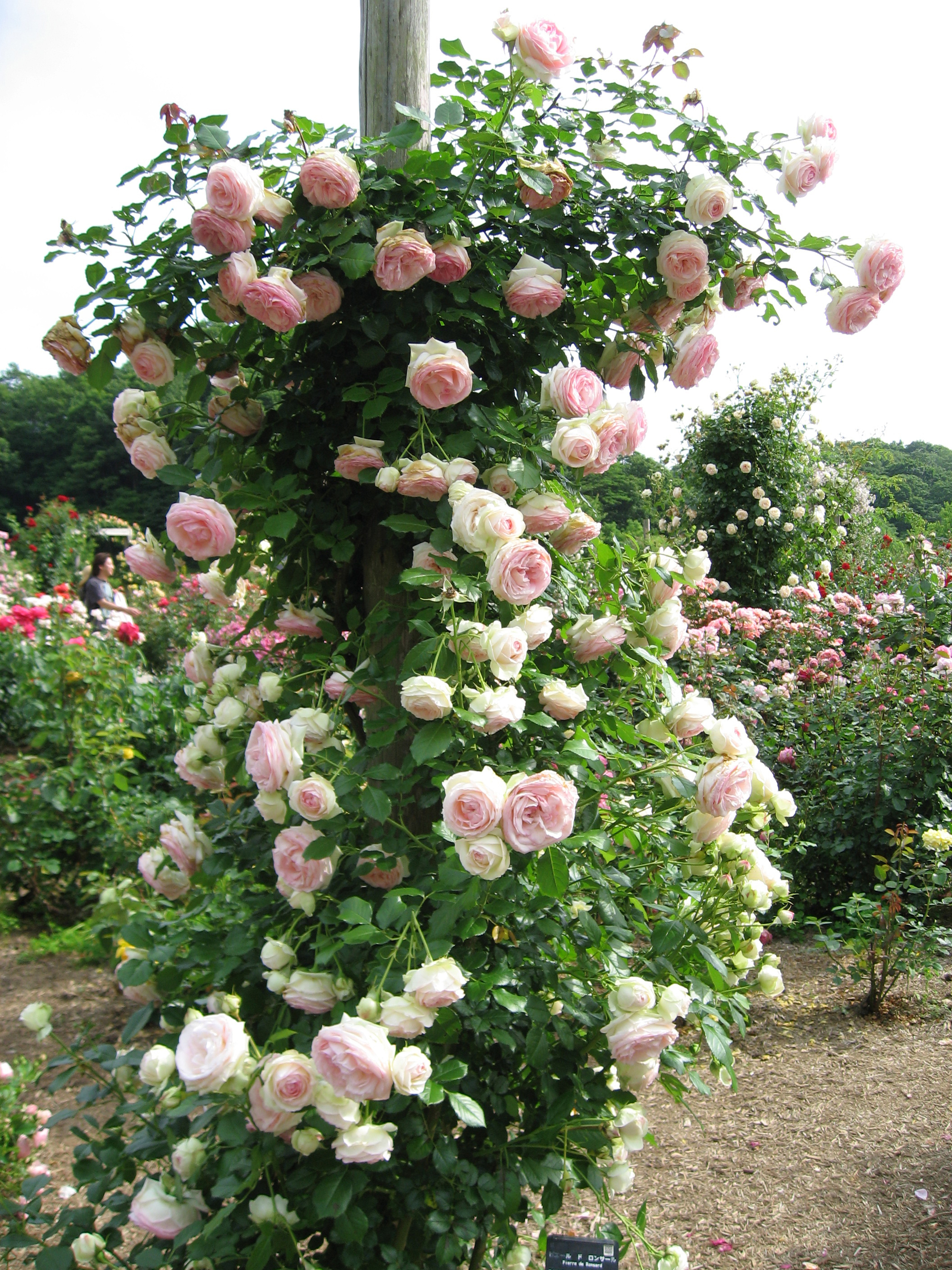
'Pierre de Ronsard' syn. 'Eden Rose 85' (Meilland) 1985. Galardonada como Worlds Favorite Roses ( 2006)